# Kanton Saint-Père-en-Retz
Saint-Père-en-Retz is een voormalig kanton van het Franse departement Loire-Atlantique. Het kanton maakte deel uit van het arrondissement Saint-Nazaire. Het werd opgeheven bij decreet van 25 februari 2014 met uitwerking op 22 maart 2015.

## Gemeenten
Het kanton Saint-Père-en-Retz omvatte de volgende gemeenten:
- Chauvé
- Frossay
- Saint-Père-en-Retz (hoofdplaats)
- Saint-Viaud